# Olympische Sommerspiele 2024/Teilnehmer (Portugal)
| Gelbes Symbol für Goldmedaillen mit stilisierten Olympischen Ringen | Graues Symbol für Silbermedaillen mit stilisierten Olympischen Ringen | Braundes Symbol für Bronzemedaillen mit stilisierten Olympischen Ringen |
| ------------------------------------------------------------------- | --------------------------------------------------------------------- | ----------------------------------------------------------------------- |
| 1                                                                   | 2                                                                     | 1                                                                       |

Portugal nahm an den Olympischen Spielen 2024 vom 26. Juli bis zum 11. August 2024 in Paris teil. Es war die insgesamt 26. Teilnahme an Olympischen Sommerspielen.

## Medaillen

### Medaillenspiegel
| Rang   | Sportart       | Gold | Silber | Bronze | Gesamt |
| ------ | -------------- | ---- | ------ | ------ | ------ |
| 1      | Radsport       | 1    | 1      | 0      | 2      |
| 2      | Leichtathletik | 0    | 1      | 0      | 1      |
| 3      | Judo           | 0    | 0      | 1      | 1      |
| Gesamt | Gesamt         | 1    | 2      | 1      | 4      |

### Medaillengewinner
| Name/n                   | Sportart       | Wettkampf                 |
| ------------------------ | -------------- | ------------------------- |
| Gold                     |                |                           |
| Iúri Leitão Rui Oliveira | Radsport       | Männer, Madison           |
| Silber                   |                |                           |
| Iúri Leitão              | Radsport       | Männer, Omnium            |
| Pedro Pichardo           | Leichtathletik | Männer, Dreisprung        |
| Bronze                   |                |                           |
| Patrícia Sampaio         | Judo           | Frauen, Halbschwergewicht |

## Teilnehmer nach Sportarten

### Breaking
Für die olympische Premiere der Sportart qualifizierte sich B-Girl Vanessa über die olympische Qualifikationsserie.
| Athleten                  | Wettbewerb | Qualifikation | Qualifikation | Viertelfinale | Viertelfinale | Halbfinale    | Halbfinale    | Finale / Platz 3 | Finale / Platz 3 | Rang |
| Athleten                  | Wettbewerb | Punkte        | Rang          | Gegner        | Ergebnis      | Gegner        | Ergebnis      | Gegner           | Ergebnis         | Rang |
| ------------------------- | ---------- | ------------- | ------------- | ------------- | ------------- | ------------- | ------------- | ---------------- | ---------------- | ---- |
| Frauen                    |            |               |               |               |               |               |               |                  |                  |      |
| Vanessa Cartaxo (Vanessa) | B-Girls    | 0             | 4             | ausgeschieden | ausgeschieden | ausgeschieden | ausgeschieden | ausgeschieden    | ausgeschieden    | 13   |

### Judo
Über die IJF-Weltrangliste konnten sich sieben portugiesische Judokas qualifizieren.
| Athleten         | Wettbewerb        | 1. Runde     | 1. Runde | 2. Runde            | 2. Runde | Achtelfinale  | Achtelfinale  | Viertelfinale | Viertelfinale | Halbfinale / Trostrunde | Halbfinale / Trostrunde | Finale / Platz 3 | Finale / Platz 3 | Rang   |
| Athleten         | Wettbewerb        | Gegner       | Ergebnis | Gegner              | Ergebnis | Gegner        | Ergebnis      | Gegner        | Ergebnis      | Gegner                  | Ergebnis                | Gegner           | Ergebnis         | Rang   |
| ---------------- | ----------------- | ------------ | -------- | ------------------- | -------- | ------------- | ------------- | ------------- | ------------- | ----------------------- | ----------------------- | ---------------- | ---------------- | ------ |
| Frauen           |                   |              |          |                     |          |               |               |               |               |                         |                         |                  |                  |        |
| Catarina Costa   | Klasse bis 48 kg  | K. Menz      | 1:0s1    | —                   | —        | G. Narváez    | 0s1:10s2      | ausgeschieden | ausgeschieden | ausgeschieden           | ausgeschieden           | ausgeschieden    | ausgeschieden    | 9      |
| Barbara Timo     | Klasse bis 63 kg  | Kim J.-s.    | 0:10s1   | —                   | —        | ausgeschieden | ausgeschieden | ausgeschieden | ausgeschieden | ausgeschieden           | ausgeschieden           | ausgeschieden    | ausgeschieden    | 17     |
| Taís Pina        | Klasse bis 70 kg  | K. Polling   | 0:1      | —                   | —        | ausgeschieden | ausgeschieden | ausgeschieden | ausgeschieden | ausgeschieden           | ausgeschieden           | ausgeschieden    | ausgeschieden    | 17     |
| Patrícia Sampaio | Klasse bis 78 kg  | Z. Cherotich | 10:0     | —                   | —        | M. Malonga    | 11:0          | Ma Z.         | 10:0          | A. Bellandi             | 0:1                     | R. Takayama      | 10:0             | Bronze |
| Rochele Nunes    | Klasse über 78 kg | S. Mzougui   | 10:0     | —                   | —        | L. Cerić      | 0:10          | ausgeschieden | ausgeschieden | ausgeschieden           | ausgeschieden           | ausgeschieden    | ausgeschieden    | 9      |
| Männer           |                   |              |          |                     |          |               |               |               |               |                         |                         |                  |                  |        |
| João Fernando    | Klasse bis 81 kg  | Freilos      | Freilos  | F. Gauthier-Drapeau | 0s3:10s2 | ausgeschieden | ausgeschieden | ausgeschieden | ausgeschieden | ausgeschieden           | ausgeschieden           | ausgeschieden    | ausgeschieden    | 17     |
| Jorge Fonseca    | Klasse bis 100 kg | Freilos      | Freilos  | —                   | —        | A. Wolf       | 0:10          | ausgeschieden | ausgeschieden | ausgeschieden           | ausgeschieden           | ausgeschieden    | ausgeschieden    | 9      |

### Kanu
Über die Weltmeisterschaften 2023 konnten sich drei portugiesische Boote für die Olympischen Spiele qualifizieren.

#### Kanurennsport
| Athleten                      | Wettbewerb | Vorlauf     | Vorlauf | Viertelfinale | Viertelfinale | Halbfinale  | Halbfinale | A/B-Finale            | A/B-Finale | Rang |
| Athleten                      | Wettbewerb | Zeit        | Rang    | Zeit          | Rang          | Zeit        | Rang       | Zeit                  | Rang       | Rang |
| ----------------------------- | ---------- | ----------- | ------- | ------------- | ------------- | ----------- | ---------- | --------------------- | ---------- | ---- |
| Frauen                        |            |             |         |               |               |             |            |                       |            |      |
| Teresa Portela                | K1 500 m   | 1:51,03 min | 3       | 1:52,40 min   | 4             | 1:50,28 min | 3          | B-Finale: 1:52,38 min | 2          | 10   |
| Männer                        |            |             |         |               |               |             |            |                       |            |      |
| Fernando Pimenta              | K1 1000 m  | 3:29,76 min | 1       | ―             | ―             | 3:29,14 min | 2          | 3:29,59 min           | 6          | 6    |
| Messias Baptista João Ribeiro | K2 500 m   | 1:28,10 min | 2       | ―             | ―             | 1:27,64 min | 3          | 1:27,82 min           | 6          | 6    |

### Leichtathletik
Die portugiesischen Leichtathletinnen und Leichtathleten mussten die Zulassungsvoraussetzungen für Paris 2024 entweder durch das Erreichen der direkten Qualifikationsnorm oder durch die Weltrangliste erfüllen. Die Olympianormen des Weltverbandes hatten 13 portugiesische Leichtathleten erreicht.
Laufen und Gehen
| Athleten               | Wettbewerb   | Vorlauf      | Vorlauf | Hoffnungslauf | Hoffnungslauf | Halbfinale     | Halbfinale    | Finale        | Finale        | Rang |
| Athleten               | Wettbewerb   | Zeit         | Rang    | Zeit          | Rang          | Zeit           | Rang          | Zeit          | Rang          | Rang |
| ---------------------- | ------------ | ------------ | ------- | ------------- | ------------- | -------------- | ------------- | ------------- | ------------- | ---- |
| Frauen                 |              |              |         |               |               |                |               |               |               |      |
| Lorène Bazolo          | 100 m        | 11,38 s      | 5       | —             | —             | ausgeschieden  | ausgeschieden | ausgeschieden | ausgeschieden | 44   |
| Lorène Bazolo          | 200 m        | 23,10 s      | 5       | 23,08 s       | 3             | ausgeschieden  | ausgeschieden | ausgeschieden | ausgeschieden | 30   |
| Cátia Azevedo          | 400 m        | 52,73 s      | 5       | 52,04 s SB    | 5             | ausgeschieden  | ausgeschieden | ausgeschieden | ausgeschieden | 38   |
| Salomé Afonso          | 1500 m       | 4:04,42 min  | 5       | —             | —             | 3:59,96 min PB | 12            | ausgeschieden | ausgeschieden | 16   |
| Mariana Machado        | 5000 m       | 15:23,26 min | 11      | —             | —             | ausgeschieden  | ausgeschieden | ausgeschieden | ausgeschieden | 28   |
| Fatoumata Binta Diallo | 400 m Hürden | 54,75 s      | 2       | —             | —             | 54,93 s        | 6             | ausgeschieden | ausgeschieden | 17   |
| Susana Santos          | Marathon     | —            | —       | —             | —             | —              | —             | 2:35:57 h     | 57            | 57   |
| Ana Cabecinha          | 20 km Gehen  | —            | —       | —             | —             | —              | —             | 1:46:30 h SB  | 43            | 43   |
| Vitória Oliveira       | 20 km Gehen  | —            | —       | —             | —             | —              | —             | 1:36:22 h     | 38            | 38   |
| Männer                 |              |              |         |               |               |                |               |               |               |      |
| João Coelho            | 400 m        | 45,75 s      | 4       | 45,64 s       | 5             | ausgeschieden  | ausgeschieden | ausgeschieden | ausgeschieden | 13   |
| Isaac Nader            | 1500 m       | 3:35,44 min  | 6       | —             | —             | 3:34,75 min    | 8             | ausgeschieden | ausgeschieden | 20   |
| Samuel Barata          | Marathon     | —            | —       | —             | —             | —              | —             | 2:13:23 h SB  | 48            | 48   |

Springen und Werfen
| Athleten        | Wettbewerb     | Qualifikation | Qualifikation | Finale        | Finale        | Rang   |
| Athleten        | Wettbewerb     | Weite/Höhe    | Rang          | Weite/Höhe    | Rang          | Rang   |
| --------------- | -------------- | ------------- | ------------- | ------------- | ------------- | ------ |
| Frauen          |                |               |               |               |               |        |
| Agate de Sousa  | Weitsprung     | 6,34 m        | 24            | ausgeschieden | ausgeschieden | 24     |
| Eliana Bandeira | Kugelstoßen    | 17,97 m       | 15            | ausgeschieden | ausgeschieden | 15     |
| Jéssica Inchude | Kugelstoßen    | 18,36 m       | 9             | 18,41 m       | 8             | 8      |
| Liliana Cá      | Diskuswurf     | 62,43 m       | 14            | ausgeschieden | ausgeschieden | 14     |
| Irina Rodrigues | Diskuswurf     | 62,90 m       | 10            | 61,19 m       | 9             | 9      |
| Männer          |                |               |               |               |               |        |
| Pedro Buaró     | Stabhochsprung | 5,40 m        | 25            | ausgeschieden | ausgeschieden | 25     |
| Pedro Pichardo  | Dreisprung     | 17,44 m       | 1             | 17,84 m       | 2             | Silber |
| Tiago Pereira   | Dreisprung     | 16,36 m       | 25            | ausgeschieden | ausgeschieden | 25     |
| Francisco Belo  | Kugelstoßen    | ogV           | ogV           | ausgeschieden | ausgeschieden | ―      |
| Tsanko Arnaudov | Kugelstoßen    | 20,31 m       | 16            | ausgeschieden | ausgeschieden | 16     |
| Leandro Ramos   | Speerwurf      | 75,73 m       | 28            | ausgeschieden | ausgeschieden | 28     |

### Radsport
Durch die jeweiligen Platzierungen in der UCI-Straßen-Weltrangliste nach Nationen dürfen Portugal zwei Männer und eine Frau bei den Straßenrennen repräsentieren. Im Einzelzeitfahren der Männer sind durch die Position in der Weltrangliste sowie die Ergebnisse bei der WM 2023 ebenfalls zwei Athleten startberechtigt. Auf der Bahn ermöglicht die Platzierung in der Madison-Rangliste der Männer den Start im Madison und Omnium. Auch für das Omnium der Frauen konnte man sich über die entsprechende Rangliste qualifizieren. Über das olympische Qualifikationsranking im Mountainbike erhielt Portugal einen Startplatz bei den Frauen.

#### Bahn
| Athleten                 | Wettbewerb | Rang   | Details                                                              |
| ------------------------ | ---------- | ------ | -------------------------------------------------------------------- |
| Frauen                   |            |        |                                                                      |
| Maria Martins            | Omnium     | 14     | Scratch: 16 Temporennen: 26 Ausscheidungsfahren: 12 Punktefahren: 7  |
| Männer                   |            |        |                                                                      |
| Iúri Leitão Rui Oliveira | Madison    | Gold   | 55 Punkte                                                            |
| Iúri Leitão              | Omnium     | Silber | Scratch: 28 Temporennen: 38 Ausscheidungsfahren: 28 Punktefahren: 59 |

#### Straße
| Athleten        | Wettbewerb       | Zeit         | Rang |
| --------------- | ---------------- | ------------ | ---- |
| Frauen          |                  |              |      |
| Daniela Campos  | Straßenrennen    | 4:07:16 h    | 41   |
| Männer          |                  |              |      |
| Rui Costa       | Straßenrennen    | 6:26:57 h    | 46   |
| Rui Costa       | Einzelzeitfahren | 39:00,07 min | 25   |
| Nélson Oliveira | Straßenrennen    | 6:23:16 h    | 33   |
| Nélson Oliveira | Einzelzeitfahren | 37:43,15 min | 7    |

#### Mountainbike
| Athleten       | Wettbewerb    | Zeit | Rang |
| -------------- | ------------- | ---- | ---- |
| Frauen         |               |      |      |
| Raquel Queirós | Cross-Country | LAP  | 29   |

### Reiten
Im Dressurreiten profitierte Portugal von der Neuverteilung ungenutzter Quotenplätze, sodass dort eine Mannschaft und drei Athleten im Einzel an den Start gehen konnten. Im Springreiten konnte ein Startplatz über die regionale Rangliste der Gruppe B (Südwesteuropa) erreicht werden.

#### Dressurreiten
| Athleten                                                                              | Wettbewerb | Prozent / Punkte           | Prozent / Punkte | Prozent / Punkte | Rang |
| Athleten                                                                              | Wettbewerb | Grand Prix (Qualifikation) | GP Spécial       | GP Kür           | Rang |
| ------------------------------------------------------------------------------------- | ---------- | -------------------------- | ---------------- | ---------------- | ---- |
| Maria Caetano mit Hit Plus                                                            | Einzel     | 66,630                     | —                | ausgeschieden    | 50   |
| Rita Ralão Duarte mit Irao                                                            | Einzel     | 68,261                     | —                | ausgeschieden    | 44   |
| António do Vale mit Fine Fellow                                                       | Einzel     | 66,910                     | —                | ausgeschieden    | 48   |
| Maria Caetano mit Hit Plus Rita Ralão Duarte mit Irao António do Vale mit Fine Fellow | Mannschaft | 201,801                    | ausgeschieden    | —                | 12   |

#### Springreiten
| Athleten                     | Wettbewerb | Strafpunkte   | Strafpunkte   | Strafpunkte   | Strafpunkte   | Strafpunkte   | Strafpunkte   | Rang |
| Athleten                     | Wettbewerb | Einzelwertung | Einzelwertung | Einzelwertung | Nationenpreis | Nationenpreis | Nationenpreis | Rang |
| Athleten                     | Wettbewerb | 1. Umlauf     | 2. Umlauf     | Stechen       | 1. Umlauf     | 2. Umlauf     | Stechen       | Rang |
| ---------------------------- | ---------- | ------------- | ------------- | ------------- | ------------- | ------------- | ------------- | ---- |
| Duarte Seabra mit Dourados 2 | Einzel     | 8             | ausgeschieden | ausgeschieden | —             | —             | —             | 48   |

#### Vielseitigkeitsreiten
| Athleten                         | Wettbewerb | Minuspunkte Dressur | Minuspunkte Gelände | Minuspunkte Springen | Minuspunkte Springen | Minuspunkte Gesamt | Rang          |
| -------------------------------- | ---------- | ------------------- | ------------------- | -------------------- | -------------------- | ------------------ | ------------- |
| Manuel Grave mit Carat de Bremoy | Einzel     | 40,90               | ausgeschieden       | ausgeschieden        | ausgeschieden        | ausgeschieden      | ausgeschieden |

### Schießen
Im noch bis zum 9. Juni 2024 laufenden Qualifikationszeitraum konnte bisher ein Quotenplatz erreicht werden.
| Athleten          | Wettbewerb | Qualifikation   | Qualifikation | Finale          | Finale        |
| Athleten          | Wettbewerb | Ringe/ Scheiben | Rang          | Ringe/ Scheiben | Rang          |
| ----------------- | ---------- | --------------- | ------------- | --------------- | ------------- |
| Frauen            |            |                 |               |                 |               |
| Maria Inês Barros | Trap       | 121             | 8             | ausgeschieden   | ausgeschieden |

### Schwimmen
| Athleten            | Wettbewerb          | Vorlauf     | Vorlauf | Halbfinale    | Halbfinale    | Finale        | Finale        | Rang |
| Athleten            | Wettbewerb          | Zeit        | Rang    | Zeit          | Rang          | Zeit          | Rang          | Rang |
| ------------------- | ------------------- | ----------- | ------- | ------------- | ------------- | ------------- | ------------- | ---- |
| Frauen              |                     |             |         |               |               |               |               |      |
| Camila Rebelo       | 200 m Rücken        | 2:11,26 min | 19      | ausgeschieden | ausgeschieden | ausgeschieden | ausgeschieden | 19   |
| Angélica André      | 10 km Freiwasser    | —           | —       | —             | —             | 2:06:17,0 h   | 12            | 12   |
| Männer              |                     |             |         |               |               |               |               |      |
| Miguel Nascimento   | 50 m Freistil       | 22,49 s     | 36      | ausgeschieden | ausgeschieden | ausgeschieden | ausgeschieden | 36   |
| Diogo Matos Ribeiro | 50 m Freistil       | 21,91 s     | 13      | 22,01 s       | 16            | ausgeschieden | ausgeschieden | 16   |
| Diogo Matos Ribeiro | 100 m Freistil      | 48,88 s     | 28      | ausgeschieden | ausgeschieden | ausgeschieden | ausgeschieden | 28   |
| Diogo Matos Ribeiro | 100 m Schmetterling | 51,90 s     | 20      | ausgeschieden | ausgeschieden | ausgeschieden | ausgeschieden | 20   |
| João Costa          | 100 m Rücken        | 54,90 s     | 32      | ausgeschieden | ausgeschieden | ausgeschieden | ausgeschieden | 32   |

### Segeln
Über die Segel-Weltmeisterschaften 2023 konnten sich drei portugiesische Boote für die Spiele in Paris qualifizieren. Bei der Last Chance Regatta kam ein weiterer Quotenplatz hinzu.
| Athleten                  | Wettbewerb   | Qualifikation | Qualifikation | Medal Race    | Medal Race    | Punkte | Rang |
| Athleten                  | Wettbewerb   | Punkte        | Rang          | Punkte        | Rang          | Punkte | Rang |
| ------------------------- | ------------ | ------------- | ------------- | ------------- | ------------- | ------ | ---- |
| Frauen                    |              |               |               |               |               |        |      |
| Mafalda Pires de Lima     | Formula Kite | 59            | 14            | ausgeschieden | ausgeschieden | 59     | 14   |
| Männer                    |              |               |               |               |               |        |      |
| Eduardo Marques           | Laser        | 101           | 11            | ausgeschieden | ausgeschieden | 101    | 11   |
| Mixed                     |              |               |               |               |               |        |      |
| Diogo Costa Carolina João | 470er        | 49            | 5             | 4             | 2             | 53     | 5    |

### Skateboard
Über die olympische Qualifikationsrangliste konnten sich zwei portugiesische Skateboarder für die Wettbewerbe in Paris qualifizieren.
| Athleten        | Wettbewerb | Qualifikation | Qualifikation | Finale        | Finale        | Rang |
| Athleten        | Wettbewerb | Punkte        | Rang          | Punkte        | Rang          | Rang |
| --------------- | ---------- | ------------- | ------------- | ------------- | ------------- | ---- |
| Männer          |            |               |               |               |               |      |
| Thomas Augusto  | Park       | 81,75         | 13            | ausgeschieden | ausgeschieden | 13   |
| Gustavo Ribeiro | Street     | 142,14        | 17            | ausgeschieden | ausgeschieden | 17   |

### Surfen
Zwei portugiesische Surferinnen qualifizierten sich für die Olympischen Spiele. Während sich Teresa Bonvalot als Achtplatzierte der World Surf League 2023 qualifizierte, erhielt Yolanda Hopkins ihr Ticket über die ISA World Surfing Games 2024.
| Athleten        | Wettbewerb | 1. Runde | 1. Runde | 2. Runde   | 2. Runde  | 3. Runde      | 3. Runde      | Viertelfinale | Viertelfinale | Halbfinale    | Halbfinale    | Finale / Platz 3 | Finale / Platz 3 | Rang |
| Athleten        | Wettbewerb | Punkte   | Rang     | Gegner     | Ergebnis  | Gegner        | Ergebnis      | Gegner        | Ergebnis      | Gegner        | Ergebnis      | Gegner           | Ergebnis         | Rang |
| --------------- | ---------- | -------- | -------- | ---------- | --------- | ------------- | ------------- | ------------- | ------------- | ------------- | ------------- | ---------------- | ---------------- | ---- |
| Frauen          |            |          |          |            |           |               |               |               |               |               |               |                  |                  |      |
| Teresa Bonvalot | Shortboard | 10,34    | 3        | S. Matsuda | 6,84:9,77 | ausgeschieden | ausgeschieden | ausgeschieden | ausgeschieden | ausgeschieden | ausgeschieden | ausgeschieden    | ausgeschieden    | 17   |
| Yolanda Hopkins | Shortboard | 7,00     | 3        | S. Vette   | 4,67:1,27 | B. Hennessy   | 9,90:12,34    | ausgeschieden | ausgeschieden | ausgeschieden | ausgeschieden | ausgeschieden    | ausgeschieden    | 9    |

### Tennis
Über die ATP-Ranglisten qualifizierten sich zwei portugiesische Tennisspieler für die im Stade Roland Garros ausgetragenen Wettbewerbe.
| Athleten                     | Wettbewerb | 1. Runde                    | 1. Runde          | 2. Runde      | 2. Runde      | Achtelfinale              | Achtelfinale  | Viertelfinale | Viertelfinale | Halbfinale    | Halbfinale    | Finale / Platz 3 | Finale / Platz 3 | Rang |
| Athleten                     | Wettbewerb | Gegner                      | Ergebnis          | Gegner        | Ergebnis      | Gegner                    | Ergebnis      | Gegner        | Ergebnis      | Gegner        | Ergebnis      | Gegner           | Ergebnis         | Rang |
| ---------------------------- | ---------- | --------------------------- | ----------------- | ------------- | ------------- | ------------------------- | ------------- | ------------- | ------------- | ------------- | ------------- | ---------------- | ---------------- | ---- |
| Männer                       |            |                             |                   |               |               |                           |               |               |               |               |               |                  |                  |      |
| Nuno Borges                  | Einzel     | M. Navone                   | 2:6, 2:6          | ausgeschieden | ausgeschieden | ausgeschieden             | ausgeschieden | ausgeschieden | ausgeschieden | ausgeschieden | ausgeschieden | ausgeschieden    | ausgeschieden    | 33   |
| Francisco Cabral             | Einzel     | J.-L. Struff                | 2:6, 2:6          | ausgeschieden | ausgeschieden | ausgeschieden             | ausgeschieden | ausgeschieden | ausgeschieden | ausgeschieden | ausgeschieden | ausgeschieden    | ausgeschieden    | 33   |
| Nuno Borges Francisco Cabral | Doppel     | P. Tsitsipas / S. Tsitsipas | 3:6, 6:3, [12:10] | —             | —             | D. Koepfer / J.-L. Struff | 2:6, 2:6      | ausgeschieden | ausgeschieden | ausgeschieden | ausgeschieden | ausgeschieden    | ausgeschieden    | 9    |

### Tischtennis
Über die Weltmeisterschaft 2024 qualifizierte sich die Männer für den Mannschaftswettbewerb in Paris, wodurch auch im Männereinzel zwei Athleten startberechtigt sind. Beim europäischen Qualifikationsturnier in Sarajevo konnten zwei Startplätze im Einzel der Frauen erreicht werden.
| Athleten                                   | Wettbewerb | 1. Runde | 1. Runde | 2. Runde    | 2. Runde | 3. Runde      | 3. Runde      | Achtelfinale  | Achtelfinale  | Viertelfinale | Viertelfinale | Halbfinale    | Halbfinale    | Finale / Platz 3 | Finale / Platz 3 | Rang |
| Athleten                                   | Wettbewerb | Gegner   | Erg.     | Gegner      | Erg.     | Gegner        | Erg.          | Gegner        | Erg.          | Gegner        | Erg.          | Gegner        | Erg.          | Gegner           | Erg.             | Rang |
| ------------------------------------------ | ---------- | -------- | -------- | ----------- | -------- | ------------- | ------------- | ------------- | ------------- | ------------- | ------------- | ------------- | ------------- | ---------------- | ---------------- | ---- |
| Frauen                                     |            |          |          |             |          |               |               |               |               |               |               |               |               |                  |                  |      |
| Shao Jieni                                 | Einzel     | Freilos  | Freilos  | S. De Nutte | 4:2      | S. Polcanova  | 2:4           | ausgeschieden | ausgeschieden | ausgeschieden | ausgeschieden | ausgeschieden | ausgeschieden | ausgeschieden    | ausgeschieden    | 17   |
| Fu Yu                                      | Einzel     | Freilos  | Freilos  | Jeon J.-h.  | 4:0      | N. Bajor      | 3:4           | ausgeschieden | ausgeschieden | ausgeschieden | ausgeschieden | ausgeschieden | ausgeschieden | ausgeschieden    | ausgeschieden    | 17   |
| Männer                                     |            |          |          |             |          |               |               |               |               |               |               |               |               |                  |                  |      |
| Marcos Freitas                             | Einzel     | Freilos  | Freilos  | A. Lind     | 0:4      | ausgeschieden | ausgeschieden | ausgeschieden | ausgeschieden | ausgeschieden | ausgeschieden | ausgeschieden | ausgeschieden | ausgeschieden    | ausgeschieden    | 33   |
| Tiago Apolónia                             | Einzel     | Freilos  | Freilos  | D. Qiu      | 1:4      | ausgeschieden | ausgeschieden | ausgeschieden | ausgeschieden | ausgeschieden | ausgeschieden | ausgeschieden | ausgeschieden | ausgeschieden    | ausgeschieden    | 33   |
| Marcos Freitas Tiago Apolónia João Geraldo | Mannschaft | —        | —        | —           | —        | —             | —             | Brasilien     | 1:3           | ausgeschieden | ausgeschieden | ausgeschieden | ausgeschieden | ausgeschieden    | ausgeschieden    | 9    |

### Triathlon
Über die Staffel-Rangliste am Stichtag des 25. März 2024 qualifizierte sie die portugiesische Mixed-Staffel für den olympischen Wettbewerb. Damit dürfen auch in den jeweiligen Einzelwettbewerben je zwei Frauen und Männer an den Start gehen.
| Athleten                                               | Wettbewerb | Zeit      | Rang |
| ------------------------------------------------------ | ---------- | --------- | ---- |
| Frauen                                                 |            |           |      |
| Melanie Santos                                         | Einzel     | 2:03:48 h | 45   |
| Maria Tomé                                             | Einzel     | 1:57:13 h | 11   |
| Männer                                                 |            |           |      |
| Ricardo Batista                                        | Einzel     | 1:43:58 h | 6    |
| Vasco Vilaça                                           | Einzel     | 1:43:56 h | 5    |
| Mixed                                                  |            |           |      |
| Ricardo Batista Melanie Santos Vasco Vilaça Maria Tomé | Staffel    | 1:27:08 h | 5    |

### Turnen
Über den Mehrkampf bei den Weltmeisterschaften 2023 konnte sich Filipa Martins ein persönliches Startrecht für ihre dritten Olympischen Spiele sichern. Bei den Trampolin-Weltmeisterschaften 2023 in Birmingham konnte zudem ein Quotenplatz für den Trampolin-Wettbewerb der Männer erreicht werden.

#### Gerätturnen
| Athleten       | Wettbewerb       | Qualifikation | Qualifikation | Finale        | Finale        | Rang |
| Athleten       | Wettbewerb       | Punkte        | Rang          | Punkte        | Rang          | Rang |
| -------------- | ---------------- | ------------- | ------------- | ------------- | ------------- | ---- |
| Frauen         |                  |               |               |               |               |      |
| Filipa Martins | Boden            | 12,633        | 42            | ausgeschieden | ausgeschieden | 42   |
| Filipa Martins | Schwebebalken    | 12,600        | 49            | ausgeschieden | ausgeschieden | 49   |
| Filipa Martins | Stufenbarren     | 13,800        | 22            | ausgeschieden | ausgeschieden | 22   |
| Filipa Martins | Mehrkampf Einzel | 53,166        | 18            | 51,232        | 20            | 20   |

#### Trampolinturnen
| Athleten            | Wettbewerb | Qualifikation | Qualifikation | Finale | Finale | Rang |
| Athleten            | Wettbewerb | Punkte        | Rang          | Punkte | Rang   | Rang |
| ------------------- | ---------- | ------------- | ------------- | ------ | ------ | ---- |
| Männer              |            |               |               |        |        |      |
| Gabriel Albuquerque | Einzel     | 59,750        | 5             | 59,740 | 5      | 5    |